# Памятник Александру Пушкину (Брюссель)
Памятник Александру Сергеевичу Пушкину — открыт 30 сентября 1999 года в Брюсселе, Бельгия.
Монумент стоит на небольшой площади, которая названа именем Пушкина. На бронзовом постаменте на трёх языках — французском, русском и фламандском — отмечены вехи жизненного пути поэта. Надпись стилизована под рукописные тексты Пушкина. Пластика одежды, по мнению автора будто бы вылеплена гусиным пером, что создает параллель с творчеством самого поэта. Делая Пушкина, скульптор ставил задачу передать ощущение жизни его рукописей в той обстановке, в которой они создавались, скрип пера, свет от огня свечи, шелест бумаги на конторке. Поэт как бы зажимает рукой смертельную рану, полученную на дуэли с Дантесом.
В 1999 году, когда весь мир отмечал 200-летие со дня рождения Александра Пушкина, мэрия Брюсселя также решила отдать дань памяти великому русскому поэту. По инициативе МИДа РФ было принято решение подарить Брюсселю памятник Пушкину. При содействии общественности города Брюсселя и участии Международного фонда А. С. Пушкина было найдено место для памятника на площади образованной пересечением двух улиц. В связи с открытием памятника площадь была названа именем Пушкина.
Официальное открытие состоялось 30 сентября 1999 года в присутствии министра иностранных дел Бельгии Луи Мишеля, бургомистра Брюсселя Франсуа Де Донея, министра иностранных дел Российской Федерации Игоря Иванова, посла Российской Федерации Сергея Кисляка.

 Мне нравится, что в образе, созданном Франгуляном, нет законченности, как нет законченности и в биографическом пути поэта, — сказал присутствовавший на церемонии открытия памятника министр культуры Российской Федерации Владимир Егоров. — У этого памятника хочется остановиться, подумать. Памятник навел меня на мысль о том, что любая идеология — лишь часть культуры, и не более того, а когда политики пытаются представить все наоборот, тогда культура бунтует. 
Каждый год, 6 июня, в день рождения поэта, почитатели его таланта и общественность Брюсселя организуют у подножия монумента фестиваль поэзии.
В январе 2014 года пресс-атташе посольства РФ в Бельгии Георгий Кузнецов сообщил, что памятник могут перенести из-за прокладки новой трамвайной линии. Потомками поэта Александром и Марией Пушкиными была организована кампания по спасению монумента. Была составлена петиция, адресованная Министру-президенту брюссельского столичного региона Руди Верворту, бургомистру Брюсселя Ивану Мейеру и заместителю бургомистра по транспорту Эльзе Амп. Вопрос о переносе памятника активно обсуждался в российских СМИ. Памятник остался на прежнем месте.